# Villa cingulata
Villa cingulata – gatunek muchówki z rodziny bujankowatych i podrodziny Exoprosopinae. Zamieszkuje palearktyczną część Eurazji.

## Taksonomia
Gatunek ten opisany został po raz pierwszy w 1820 roku przez Johanna Wilhelma Meigena pod nazwą  Anthrax cingulata.

## Morfologia

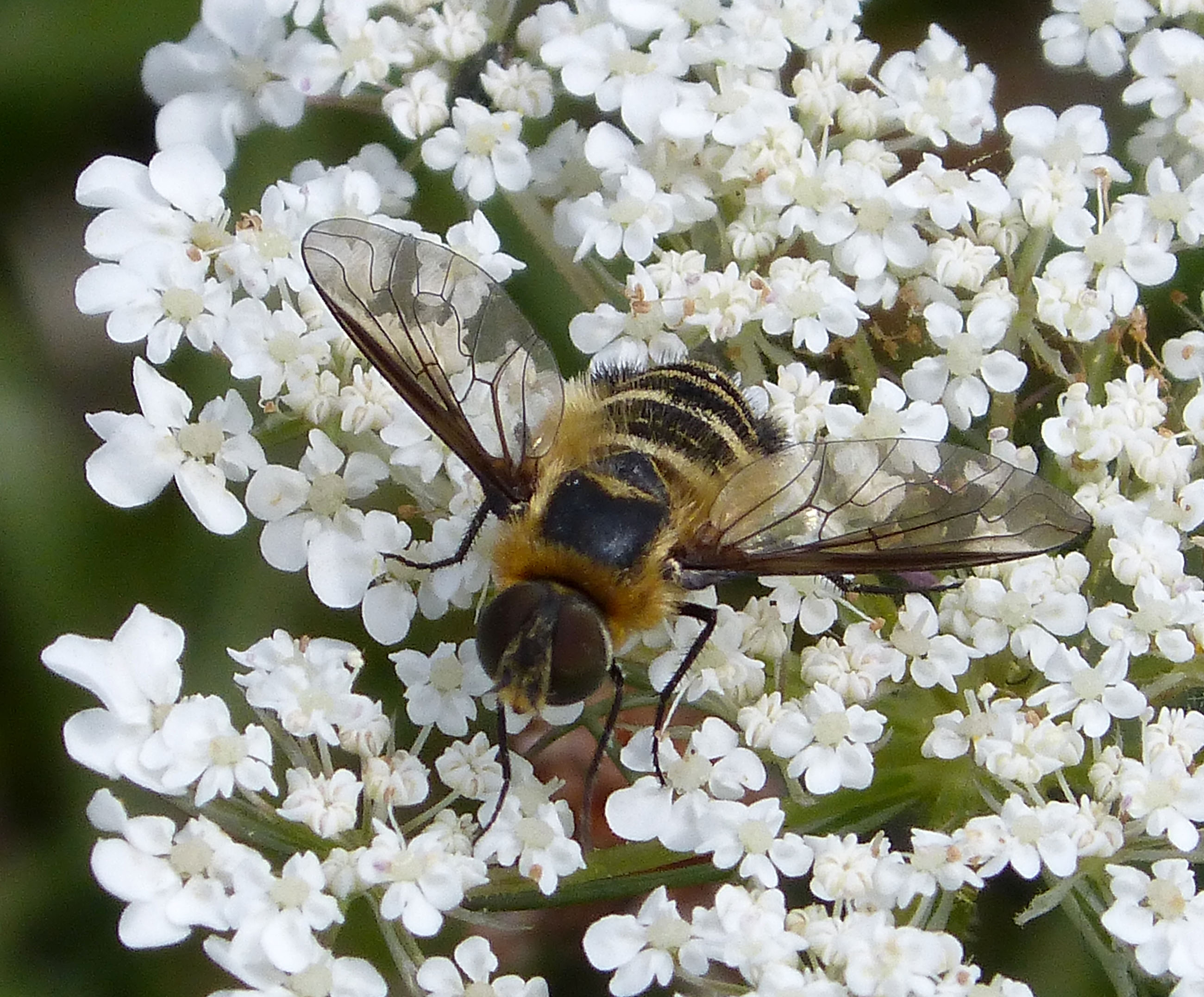
Imago

Muchówka o ciele długości od 9 do 12 mm, ubarwiona czarno ze złocistymi, żółtymi i czarnymi włoskami i łuskami. Ubarwieniem i pokrojem ciała upodobniona jest do żądłówek. Niemal kulista głowa ma żółte włoski wmieszane między łuski na twarzy oraz jasnożółte łuski bez złotego połysku na potylicy. Na czole samca występują zarówno łuski jasne jak i czarniawe. Tułów jest krótki, lekko wypukły na przedzie i wyraźnie spłaszczony z tyłu. Ubarwienie przezmianek jest żółte, znacznie jaśniejsze niż odnóży. Tegule mają kolor srebrzystobiały. Długość włosków łuskowatych na wierzchniej stronie ud odnóży tylnej pary wynosi zaledwie ćwierć długości wyrastających tam szczecinek. Skrzydła są przejrzyste z intensywniejszym niż u słońcówki sówkówki, żółtobrązowym do ciemnobrunatnego przyciemnieniem części przedniej i nasadowej, obejmującym całość komórek kostalnej i subkostalnej. Odwłok jest krótki i szeroki, u obu płci ma poprzeczne przepaski z jaskrawych, złotożółtych łusek na tergitach. U samca występują zwykle trzy takie przepaski: szeroka na tergicie czwartym oraz dwie węższe na tylnych brzegach tergitów piątego i szóstego, czasem obecna jest jeszcze wąska przepaska na przednim brzegu tergitu drugiego; żadna z tych przepasek nie obejmuje pełnej długości boków tergitów. Trzeci, a zwykle także drugi tergit samca ma jasne łuski tylko po bokach. U samicy takie przepaski występują na tergitach od drugiego do czwartego, przy czym ta na tergicie czwartym jest szeroka, przykrywająca prawie cały tergit, pozostawiając tylko czarną plamę trójkątną przy jego tylnym brzegu, ta na tergicie trzecim jest bardzo wąska, nie obejmująca połowy jego boków. Części środkowe tergitów piątego i szóstego u samca są czarno owłosione, a na ich bokach rosną kępki czarnych włosków. U samicy na siódmym tergicie występuje szeroka przepaska z jasnych łusek oraz kępki żółtych lub białych włosków na jego bokach. Wierzchołek odwłoka u samicy ma wieniec długich, zakrzywionych szczecinek.

## Ekologia i występowanie
Owad ten zasiedla niemal wyłącznie nawapienne murawy i łąki. Larwy są parazytoidami gąsienic motyli z rodziny sówkowatych. Owady dorosłe żerują na nektarze i chętnie odpoczywają na nasłonecznionych powierzchniach.
Gatunek palearktyczny. W Europie znany jest z Portugalii, Hiszpanii, Wielkiej Brytanii, Francji, Belgii, Luksemburga, Holandii, Niemiec, Szwajcarii, Austrii, Włoch, Szwecji, Norwegii, Finlandii, Polski, Czech, Słowacji, Węgier, Ukrainy, Mołdawii, Rumunii, Słowenii, Chorwacji, Bośni i Hercegowiny, Serbii, Czarnogóry, Albanii, Macedonii Północnej, Grecji oraz europejskiej części południowej Rosji. Poza tym podawany jest z Turcji, Gruzji, Armenii, Iranu, Afganistanu i wschodniej Palearktyki. W Polsce ograniczony jest do południowej części kraju.